# Solfatara

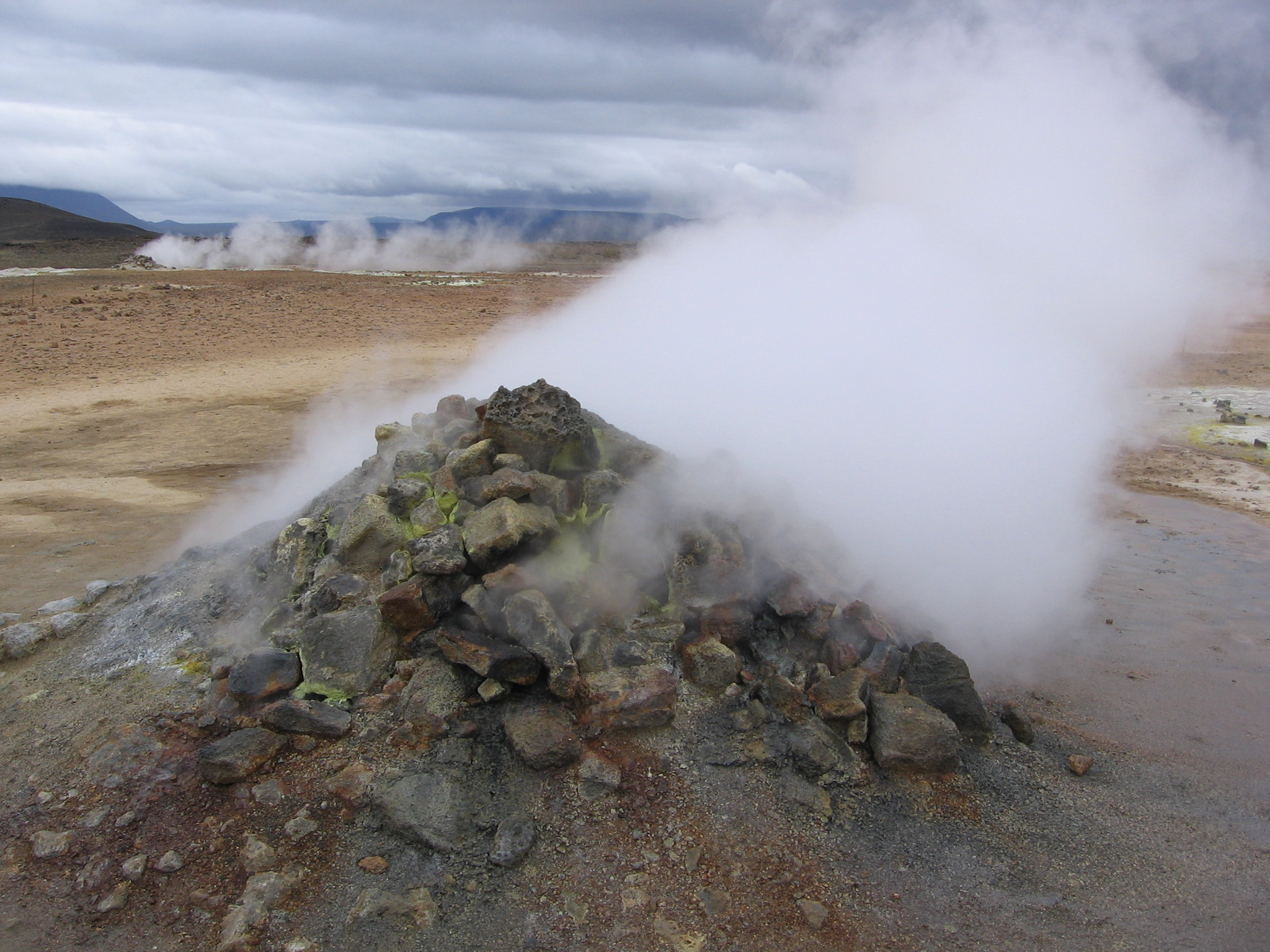
Solfatara na islandzkim wulkanie

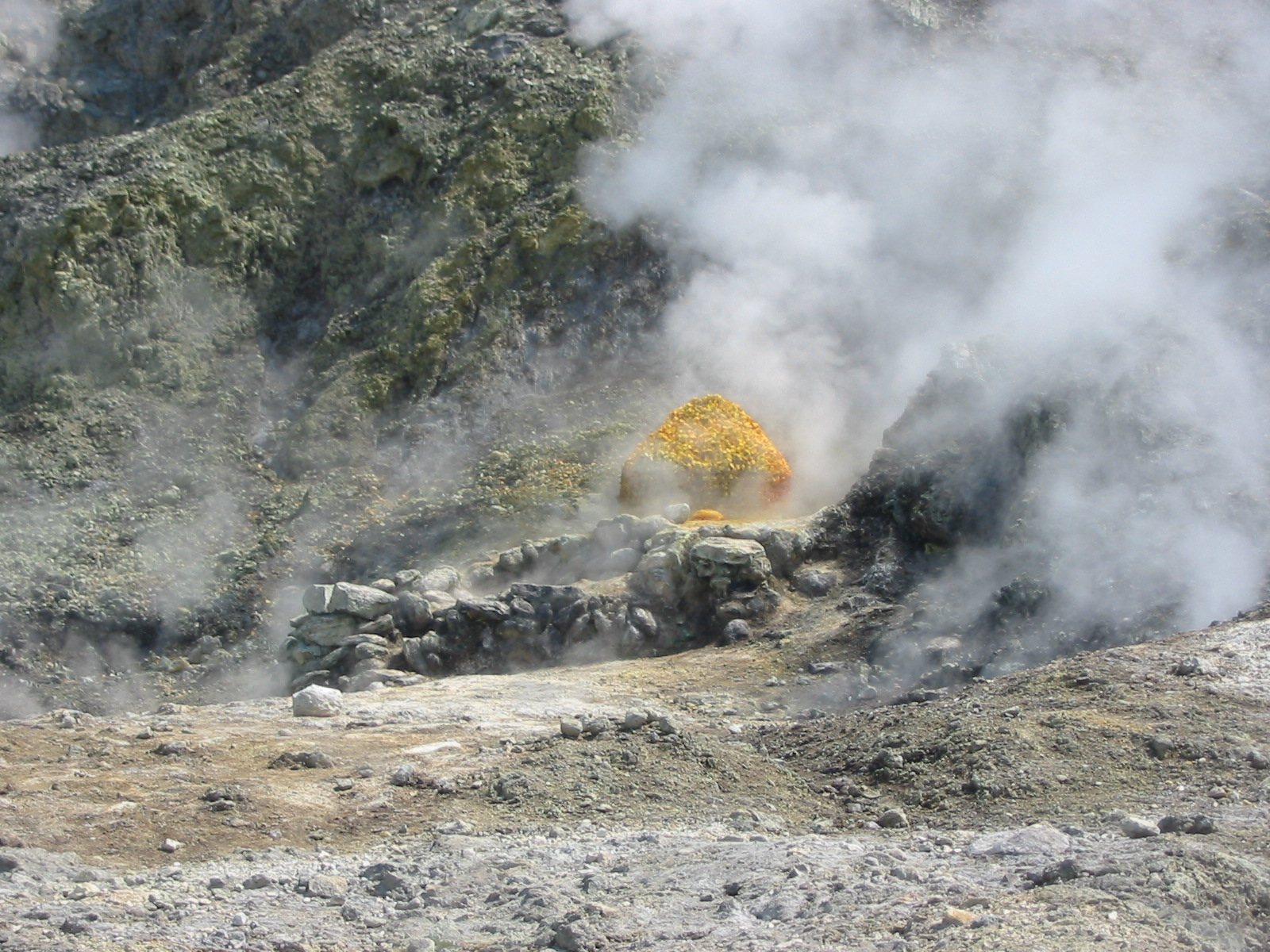
Solfatara siarkowa w okolicach Neapolu (Campi Flegrei)

Solfatara – rodzaj ekshalacji wulkanicznych umiarkowanie gorących (o temperaturze 100–300 °C). Składają się głównie z przegrzanej pary wodnej, dwutlenku węgla i siarkowodoru, z którego wytrąca się nieraz duża ilość siarki. Zazwyczaj towarzyszą wulkanom drzemiącym i wygasającym. Często traktowane jako odmiana fumaroli.
Solfatara to także otwór, z którego wydobywają się te ekshalacje.